# II Litewsko-Białoruski Batalion Etapowy
II Litewsko-Białoruski batalion etapowy – oddział wojsk wartowniczych i etapowych w okresie II Rzeczypospolitej pełniący między innymi służbę ochronną na granicy polsko-sowieckiej.

## Formowanie i zmiany organizacyjne
Wiosną 1920 batalion podlegał Dowództwu Okręgu Etapowego „Mołodeczno”. W lutym 1921 bataliony etapowe przejęły ochronę granicy polsko-rosyjskiej. Początkowo pełniły ją na linii kordonowej, a w maju zostały przesunięte bezpośrednio na linię graniczną z zadaniem zamknięcia wszystkich dróg, przejść i mostów.  
W 1921 bataliony etapowe ochraniające granicę przekształcono w bataliony celne.
Do 30 stycznia 1920 II Litewsko-białoruski batalion etapowy funkcjonował jako II wileński batalion etapowy. Po przemianowaniu został podporządkowany DOE „Wilno". W kwietniu podlegał DOE „Molodeczno" w składzie 1 Armii. We wrześniu znajdował się w składzie I Brygady Etapowej DOE 2 Armii. 
19 października 1920 Minister Spraw Wojskowych przydzielił batalion, pod względem ewidencyjnym i uzupełnień, do Baonu Zapasowego Wojsk Wartowniczych i Etapowych Nr IV w Łodzi oraz nakazał szefowi Departamentu I MSWojsk. sformowanie 4. kompanii przy Baonie Zapasowym Wojsk Wartowniczych i Etapowych Nr IV, której zadaniem było prowadzenie ewidencji i uzupełnianie baonów etapowych litewsko-białoruskich. Równocześnie zapowiedziano przeformowanie tej kompanii, „w swoim czasie”, w kadrę baonu zapasowego lub jej rozwinięcie w baon zapasowy wojsk wartowniczych i etapowych dla Ekspozytury Dowództwa Okręgu Generalnego Warszawa w Białymstoku.
Latem 1922 batalion przekazał odcinek Landwarowa 17 baonowi celnemu, a we wrześniu tego został rozformowany.

## Dowódcy batalionu
- kpt. Wojciech Korsak[7]